# Hohe Mühle

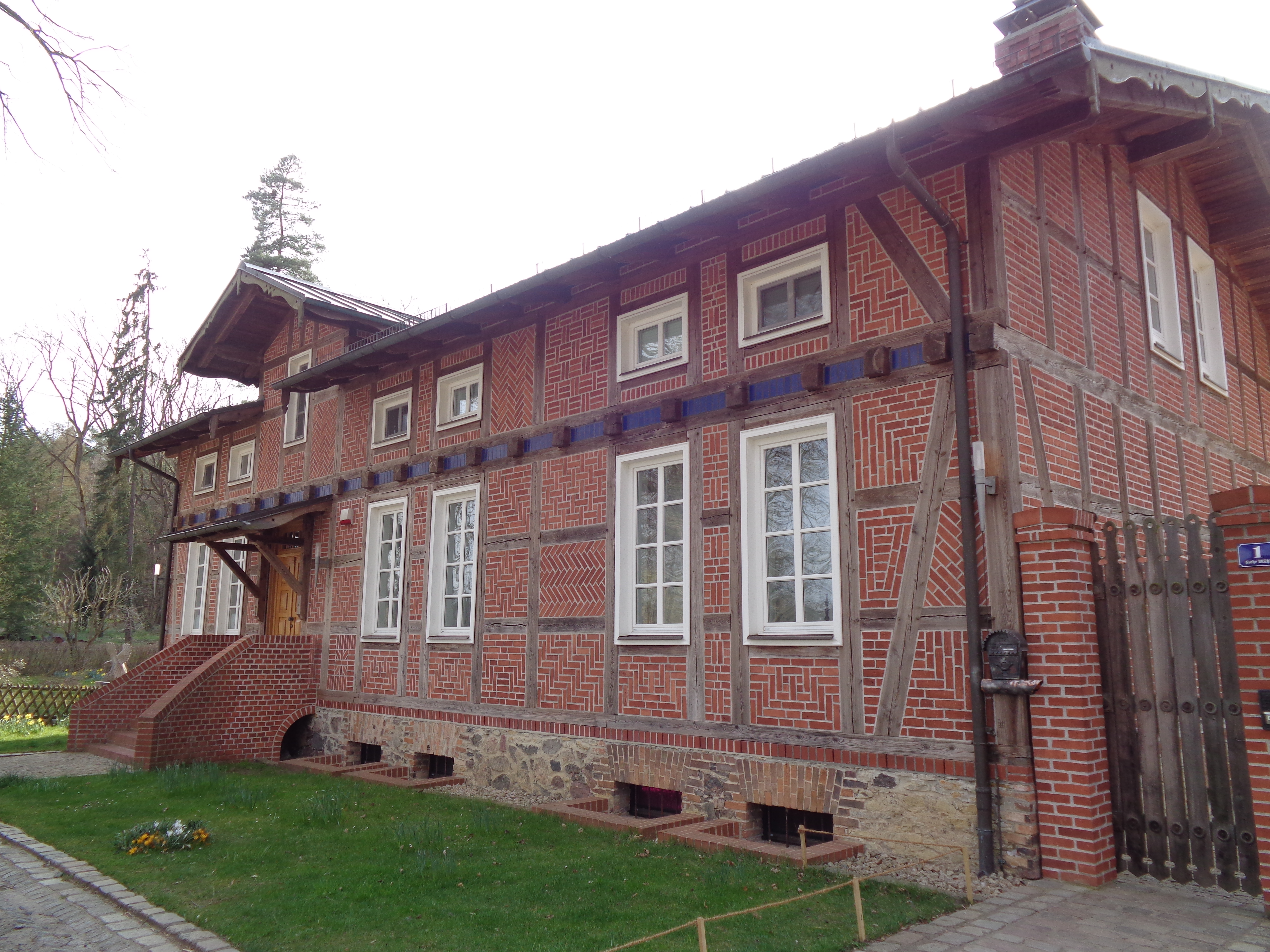
Hohe Mühle, Mühlengebäude von der Straße aus

Die Hohe Mühle ist ein inoffizieller Wohnplatz im Ortsteil Tornow der Stadt Teupitz im Landkreis Dahme-Spreewald in Brandenburg. Er geht zurück auf eine Wassermühle, die 1546 erstmals urkundlich genannt ist. Der Mühlenbetrieb wurde nach dem Zweiten Weltkrieg eingestellt. Die Gebäude wurden danach als Betriebsferienheim der Reichsbahn und der Akademie der Wissenschaften der DDR genutzt; sie sind heute in Privatbesitz.

## Lage
Die Hohe Mühle liegt ca. 2,3 km südlich vom Stadtkern von Teupitz und etwa ein Kilometer Luftlinie westnordwestlich (über den Tornower See gemessen) vom Dorfkern von Tornow entfernt. Die Mühle wurde vom Teupitzer Gewässer oder auch Hohen Mühlengraben genannt, angetrieben, der hier aus dem Tornowsee austritt und zum Teupitzer See fließt. Die Hohe Mühle liegt auf etwa 40 m ü. NHN. Hohe Mühle ist auch Straßenbezeichnung für eine Reihe von weiteren Häusern und Wochenendhäusern in der Umgebung der Hohen Mühle.

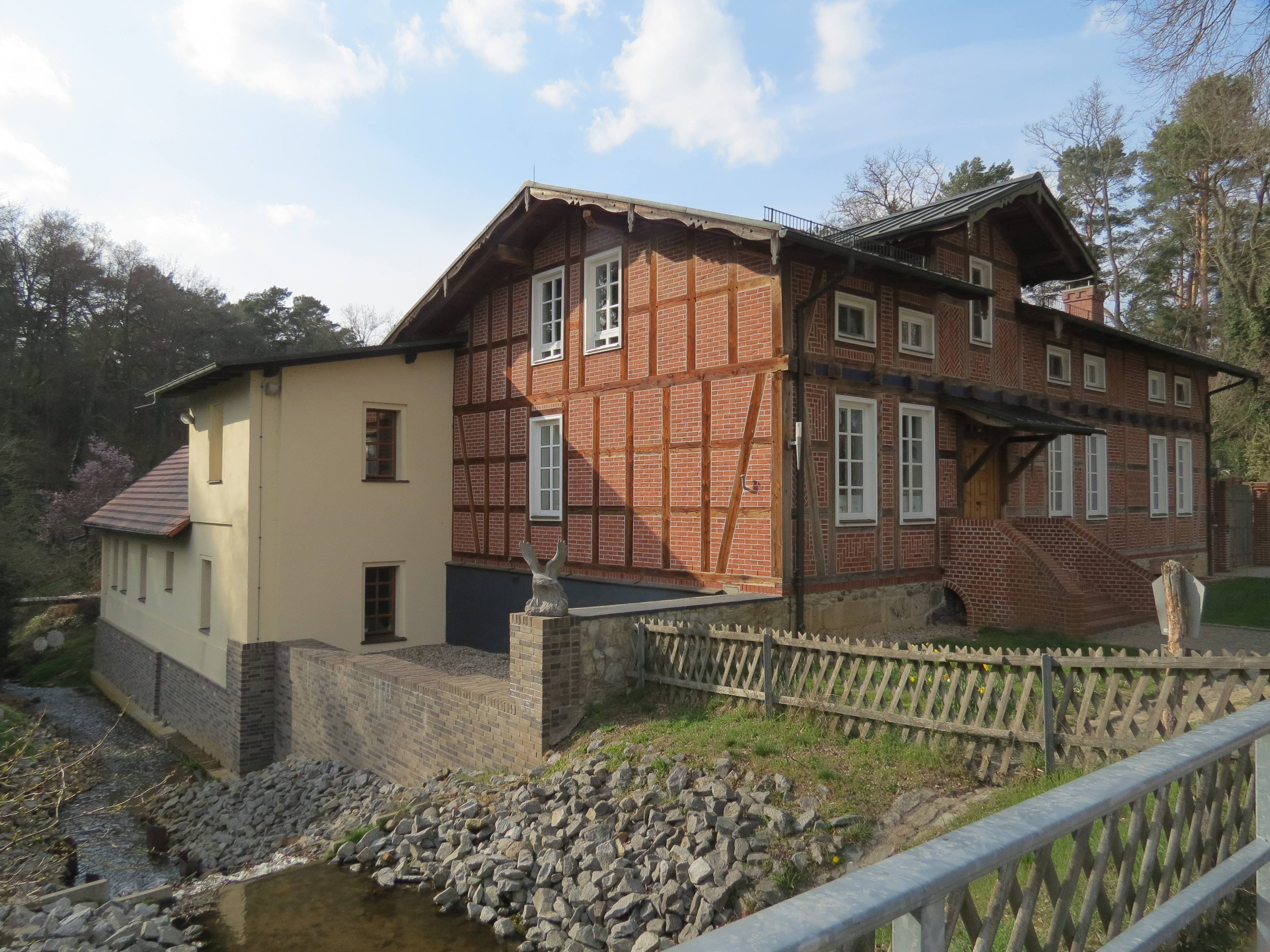
Hohe Mühle, Mühlengebäude mit ehemaligem Radhaus

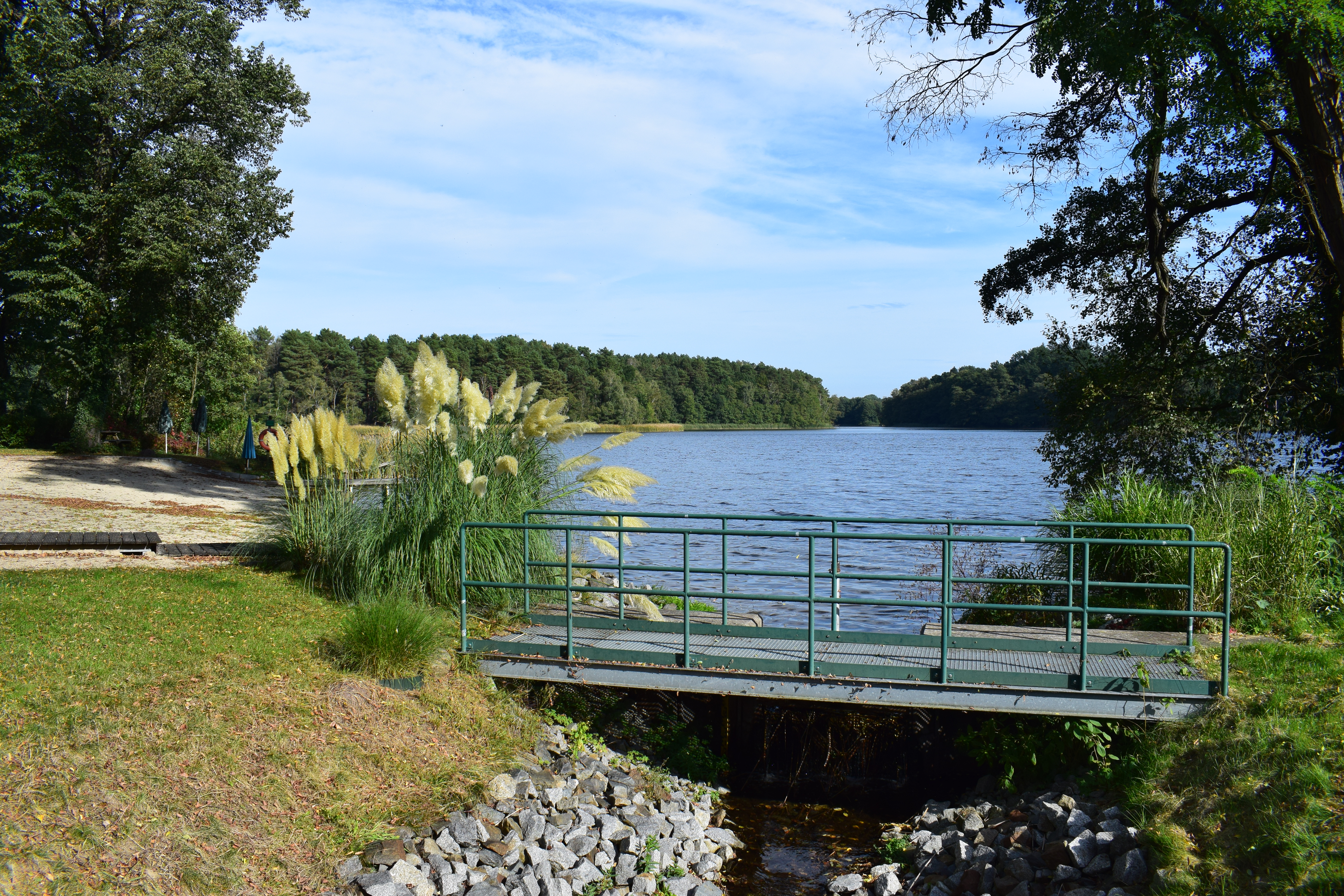
Hohe Mühle, Abfluss des Teupitzer Gewässers aus dem Tornowsee

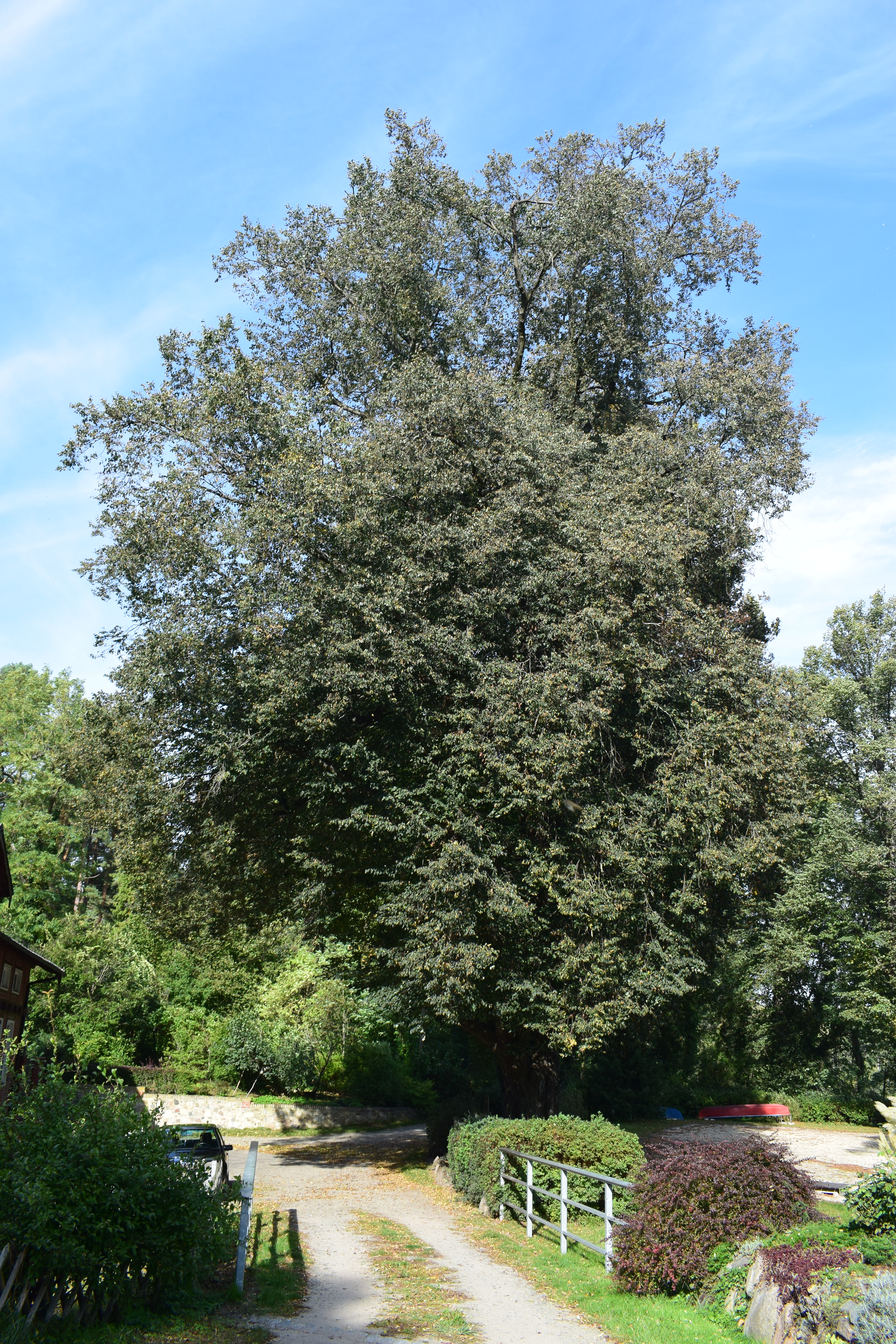
Naturdenkmal Winterlinde

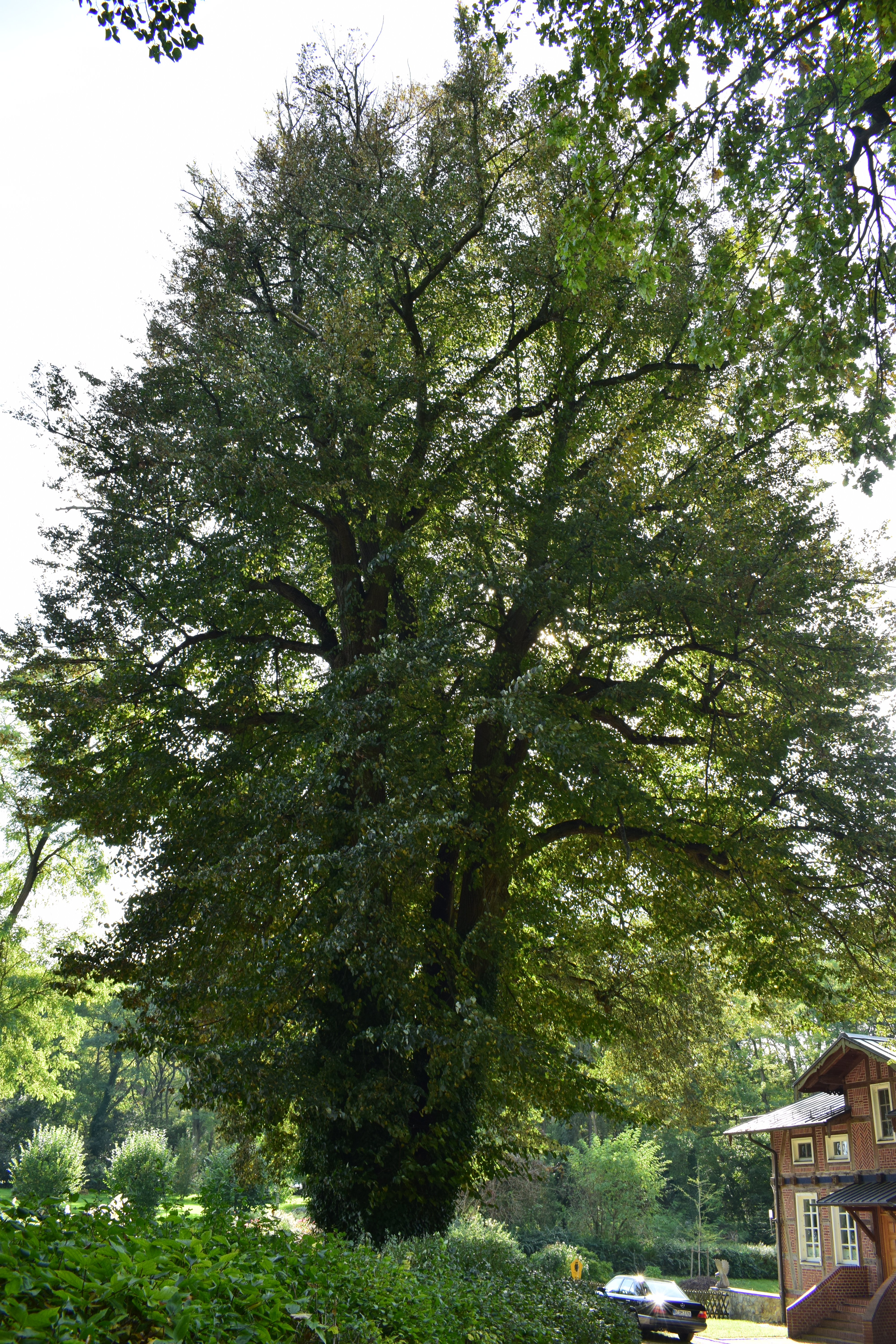
Naturdenkmal Sommerlinde

## Geschichte

### 16. bis 18. Jahrhundert
Die Hohe Molle wurde 1546 erstmals urkundlich erwähnt und gehörte damals zum Schenkenländchen der Herrschaft der Schenken von Landsberg. Sie war im Jahr 1624 eine Wassermühle mit zwei Rädern. Nach dem Schlossbuch von 1624 musste der Müller der Hohen Mühle 7 Taler Kontribution, 3 Taler Kavalleriegeld und 1 Taler Kriegsfuhrgeld entrichten. Vergleichsweise musste der Müller der Mittelmühle ebenfalls 7 Taler Kontribution, 3 Taler Kavalleriegeld und 1 Taler Kriegsfuhrgeld bezahlen, der Müller der Kleinen Mühle jedoch nur 4 Taler Kontribution, 2 Taler Kavalleriegeld und 12 Groschen Kriegsfuhrgeld.
Im Dreißigjährigen Krieg wurde die Hohe Mühle zerstört, denn aus dem Jahr 1657 wurde von einer „wüsten Mühlenstätte“ berichtet. Sie war bis 1668 noch nicht wiederaufgebaut worden. Sie wurde damals als Wassermühle mit einem überschlächtigen Rad beschrieben. Vor der Zerstörung musste der Müller sechs Wispel Korn Pacht an den Pfarrer von Teupitz bezahlen. Er musste für die Herrschaft zwei Pferde halten und gab sechs Taler Dienstgeld. 1711 leistete der Müller Abgaben in Höhe von vier Talern Schoss. 1743 war die Hohe Mühle eine Wassermahlmühle mit einem Gang und eine Schneidemühle; 1772 wurde lediglich von „einem Müller“ berichtet. Im Schmettauschen Kartenwerk ist sie als Hohe M. eingezeichnet.

### 19. bis 21. Jahrhundert
1801 bestand das Bauwerk aus einer Wassermahl- und –schneidemühle, „bei und zu Teupitz gehörig, unweit Tornow“. Es gab eine Feuerstelle (=Haushalt) mit 10 Bewohnern. 1817 hatte der Wohnplatz Hohe Mühle sechs Einwohner.
1837 gehörte die Hohe Mühle einem Mühlenmeister Gericke. 1840 bestand der Wohnplatz aus der Wassermühle, dem Wohnhaus und landwirtschaftlichen Gebäuden. 1845 wollte der Müllermeister Müncheberg seine eingängig, oberschlächtige Wassermühle in eine zweigängige unterschlächtige Mühle umbauen. Arche und Fachbaum sollte dabei nicht verändert werden. Der Müller war 1858 auch nebengewerblicher Landwirt, der zwei Mägde beschäftigte. Sein landwirtschaftlicher Besitz war 209 Morgen groß. 1858 hatte der Besitzer gewechselt; die Hohe Mühle gehörte nun Mühlenmeister H. Beyer. Aus dem Jahr 1860 ist bekannt, dass es neben dem Wohnhaus drei Wirtschaftsgebäude gab, darunter die Wassergetreidemühle. Neben 146 Morgen Wald und zwölf Morgen Wiese wurden 50 Morgen Acker sowie ein Morgen Gartenland bewirtschaftet. 1862 sollte die Hohe Mühle des Hermann Wilhelm Beyer, eine Dampf- und Wassermühle taxiert auf 16.236 Taler 3 Pfennige, davon allein die Dampfmaschine 3650 Taler, gerichtlich versteigert werden. 1866 war die Dampfsägemühle noch im Besitz eines Beyer. 1867 hatte die Hohe Mühle erneut der Besitzer gewechselt. Der neue Besitzer NN Soechting führte den Betrieb als Dampfsägemühle weiter.
Nach dem Werk Die Gemeinden und Gutsbezirke des Preussischen Staates und ihre Bevölkerung von 1873 soll die Hohe Mühle 1871 unbewohnt gewesen sein (0 Einwohner), was sicher ein Fehler ist (recte wohl 10 Einwohner?).
1879 wechselte die Hohe Mühle in den Besitz des Müllermeisters Hermann Kerger. 1904 erhielt Hermann Kerger die Konzession, eine Schankwirtschaft zu eröffnen. Diese wurde bis zum Zweiten Weltkrieg als Ausflugs- und Tanzgaststätte genutzt. 1923 wird die Hohe Mühle als Schneide- und Mahlmühle beschrieben sowie als Restaurant. Dazu gehörten 10 ha Acker und 6 ha Wiesen. Der Betrieb hielt fünf Pferde, acht Stück Rindvieh, davon fünf Kühe und zehn Schweine. 1927 betrieb Hermann Kerger die Gastwirtschaft sowie die Mehl- und Schneidemühle. 1929 war Hermann Kerger gestorben und seine Erben gaben die Eigenbewirtschaftung auf. Die Gaststätte wurde verpachtet. Vermutlich wurde der Mühlenbetrieb aufgegeben; Klockhaus’ kaufmännisches Handels- und Gewerbe-Adressbuch des Deutschen Reichs verzeichnet nur noch die Gaststätte von Karl Kerger. Auch unter den neuen Pächtern blieb die Hohe Mühle ein beliebtes Ausflugsziel. Gäste waren u. a. auch die in Wünsdorf stationierten Offiziere der Wehrmacht, die Arbeiterinnen der Munitionsfabrik Töpchin und die Schwestern der Landesanstalt Teupitz. Im April 1945 wurde die Gaststätte bei den Kämpfen in und nach der Kesselschlacht von Halbe zerstört. Sie wurde nach dem Krieg nicht mehr aufgebaut. Auch der Mühlenbetrieb wurde nicht wieder aufgenommen. Die Mühlengebäude wurden nach einem Umbau zu einem Betriebsferienheim umfunktioniert. Zunächst wurden darin Angehörige der Reichsbahn in Salzwedel und deren Kinder untergebracht. Ab etwa 1977 machten darin Angehörige der Akademie der Wissenschaften und deren Familien Ferien.
Nach der Wende ging die Hohe Mühle zunächst an die Treuhand, die sie dem Land Brandenburg zuordnete. 1992 erwarb Helmut Kahmann, ein Unternehmer aus Berlin-Moabit das Anwesen. 1997 wollte er ein wasserkraft-getriebenes und museales Sägewerk auf den noch vorhandenen Fundamenten neu errichten. Dazu hatte er bereits ein originales Gatter aus einer Mühle in Thüringen erworben. Außerdem war der Bau eines neuen Mühlrades vorgesehen. Das Amt Teupitz lehnte die Baugenehmigung mit der Begründung ab, dass das Bauen in einem Landschafts- und Naturschutzgebiet unzulässig sei.

## Bevölkerungsentwicklung
| Jahr      | 1734 | 1772 | 1801 | 1817 | 1840 | 1858 | 1861 | 1925 |
| Einwohner | 7    | 6    | 10   | 6    | 4    | 8    | 8    | 10   |

Der Naturlehrpfad Tornowsee führt an der Hohen Mühle vorbei. Zwischen der Straße Hohe Mühle und dem Ufer des Tornowsee stehen eine große Sommer- und eine Winterlinde, die als Naturdenkmale ausgewiesen sind.

## Kommunalpolitische Geschichte
Die Hohe Mühle gehörte im Mittelalter und Frühen Neuzeit zur Herrschaft Teupitz, nach dem Erwerb der Herrschaft Teupitz 1717 durch den Brandenburgischen Kurfürsten und König in Preußen Friedrich I. zum Amt Teupitz der königlichen Herrschaft Königs Wusterhausen. Kommunalpolitisch gehörte sie 1801 zum Amt Teupitz und dem Teltowischen Kreis der Mark Brandenburg. 1817 gehörte sie zum Kreis Teltow-Storkow, der in der Kreisreform von 1816 gebildet worden, aber schon 1836 wieder aufgelöst wurde. 1841 war die Hohe Mühle zum Amt Buchholz der Herrschaft Königs Wusterhausen umgegliedert worden. 1861 ist sie in der Ortschafts-Statistik des Regierungs-Bezirks Potsdam mit der Stadt Berlin unter der Ortschaft Tornow aufgeführt.
1872/74 wurden die landesherrlichen Ämter aufgelöst und deren Aufgaben den Kreisen und den neuen Amtsbezirken zugewiesen. Hohe Mühle ist hier unter den Gemeinden des Amtsbezirks 15 Groß Köris aufgeführt. Das Werk Die Gemeinden und Gutsbezirke des Preussischen Staates und ihre Bevölkerung von 1873 verzeichnet die Hohe Mühle dagegen wieder unter dem Gemeindebezirk Tornow. Mit der Revision und endgültige(n) Festsellung der Amtsbezirke in den Kreisen des Regierungsbezirks Potsdam von 1881 ist die Hohe Mühle nun unter Tornow und zu Tornow gehörig aufgeführt. Nach dem Historischen Ortslexikon für Brandenburg soll die Hohe Mühle 1875 dem Gemeindebezirk Tornow zugewiesen worden sein. Zuvor war sie ein gemeindefreies Etablissement und damit die obige Zuordnung unter Gemeinden wohl korrekt. Dagegen führt die Gesetzsammlung für die Preußischen Staaten von 1879 die Hohe Mühle immer noch unter den Gemeindebezirken auf.
Das Alphabetische Verzeichnis sämtlicher im Regierungsbezirk Potsdam belegenen Ortschaften und Ortsteile von 1897 listet die Hohe Mühle nun wieder unter Tornow auf. 1932 und 1957 war die Hohe Mühle Wohnplatz von Tornow. 1964 und 1973 hatte sie den kommunalpolitischen Status eines Ortsteils von Tornow. 1974 wurde Tornow nach Teupitz eingemeindet. Nach der Wende schloss sich Teupitz zusammen mit neun anderen Gemeinden zum Amt Schenkenländchen zusammen. Tornow ist nun ein Ortsteil von Teupitz. Die Hohe Mühle wird seither auch nicht mehr als offizieller Wohnplatz ausgewiesen.

## Mühlengebäude und wasserbauliche Anlagen
Das ursprüngliche Mühlengebäude mit dem Radhaus ist noch erhalten. Das Mühlengebäude ist modernisiert und das Radhaus verputzt. Das Radloch ist daher nicht mehr zu sehen. Ein Mühlenrad ist nicht mehr vorhanden, war sicher aber ein oberschlächtiges Rad. Der Tornower See diente sozusagen als Mühlteich. Zwischen Oberwasser und Unterwasser ist ein Höhenunterschied von über zwei Metern. Ob der Tornower See am Ausgang des Teupitzer Gewässers aufgestaut wurde, d. h. ob der ursprüngliche Seespiegel tiefer lag, ließ sich nicht ermitteln. Denkbar wäre auch, dass das Teupitzer Gewässer direkt unterhalb der Mühle auf einige hundert Meter künstlich vertieft wurde, um den Höhenunterschied zwischen Ober- und Unterwasser bei der Mühle zu vergrößern.